# Jitav
Jitav (hebrejsky יִיטַ"ב, akronym Jad Jicchak Tabenkin podle izraelského politika Jicchaka Tabenkina, v oficiálním přepisu do angličtiny Yitav) je zemědělská vesnice typu mošav a izraelská osada na Západním břehu Jordánu v distriktu Judea a Samaří a v Oblastní radě Bik'at ha-Jarden.

## Geografie
Nachází se v nadmořské výšce 100 metrů pod úrovní moře v jižní části Jordánského údolí, cca 10 kilometrů severozápadně od centra Jericha, cca 25 kilometrů severovýchodně od historického jádra Jeruzalému a cca 63 kilometrů jihovýchodně od centra Tel Avivu.
Na dopravní síť Západního břehu Jordánu je napojena pomocí lokální silnice číslo 449, která nedaleko od vesnice odbočuje ze dálnice číslo 90 (takzvaná Gándhího silnice), hlavní severojižní dopravní osy Jordánského údolí a vede pak k západu, směrem k aglomeraci Jeruzalému a k Alonově silnici. Jitav leží cca 11 kilometrů od řeky Jordán, která zároveň tvoří mezinárodní hranici mezi Izraelem kontrolovaným Západním břehem Jordánu a Jordánským královstvím.
Vesnice je součástí územně souvislého pásu izraelských zemědělských osad, které se táhnou podél dálnice číslo 90. V této oblasti ale tento pás vstupuje do regionu s vyšší koncentrací palestinských sídel, zejména aglomerace města Jericho a také město al-Audža. Západně od Jitavu se zvedá z příkopové propadliny Jordánského údolí prudký svah hornatiny Samařska.

## Dějiny
Jitav leží na Západním břehu Jordánu, jehož osidlování bylo zahájeno Izraelem po jeho dobytí izraelskou armádou, tedy po roce 1967. Jordánské údolí patřilo mezi oblasti, kde došlo k zakládání izraelských osad nejdříve. Takzvaný Alonův plán totiž předpokládal jeho cílené osidlování a anexi.
Vesnice byla zřízena roku 1970. 13. září 1970 rozhodla izraelská vláda, že zde založí novou osadu typu nachal, tedy kombinace vojenského a civilního sídla nazývaného pracovně Peca'el-al-Audža podle nedalekého palestinského města al-Audža. Ještě během roku 1970 pak skutečně tato osada vznikla pod jménem Nachal Na'aran. V roce 1975 se její členové přesunuli o několik kilometrů severovýchodním směrem, kde založili nynější osadu Niran. Na místě původní osady Nachal Na'aran mezitím vláda rozhodla o zřízení ryze civilní osady. 28. září 1976 izraelská vláda stanovila, že členové oddílů nachal toto místo do října 1976 vyklidí a přijdou sem civilní osadníci. Prvními obyvateli v této civilní osadě byla skupina židovských přistěhovalců z tehdejšího Sovětského svazu. V obci funguje synagoga.
Mošav se zčásti stále zaměřuje na zemědělství (rozsáhlý komplex skleníků severozápadně od vlastní osady). Detailní územní plán obce umožňuje výhledovou kapacitu 200 bytů, z nichž zatím bylo postaveno cca 70. V únoru 1999 byla cca 4 kilometry jižním směrem od Jitav založena na samém okraji palestinské aglomerace Jericha izolovaná satelitní skupina domů nazvaná Mevo'ot Jericho (מבואות יריחו), která je sice formálně považovaná za součást osady Jitav, ale ve skutečnosti jde o samostatnou obec s vlastním zastoupením v Oblastní radě Bik'at ha-Jarden.
Počátkem 21. století nebyla osada Jitav stejně jako celá plocha Oblastní rady Bik'at ha-Jarden zahrnuta do projektu Izraelské bezpečnostní bariéry. Izrael si od konce 60. let 20. století v intencích Alonova plánu hodlal celý pás Jordánského údolí trvale ponechat. Budoucnost vesnice závisí na parametrech případné mírové dohody mezi Izraelem a Palestinci. Během Druhé intifády nedošlo v osadě stejně jako téměř v celé oblasti Jordánského údolí k vážnějším teroristickým útokům.

## Demografie
Obyvatelstvo Jitav je popisováno jako sekulární. Zároveň zde ale funguje synagoga a vedení obce se prezentuje jako nakloněné i nábožensky založeným obyvatelům. Významnou část populace tvoří noví přistěhovalci z bývalého Sovětského svazu. Podle údajů z roku 2014 tvořili naprostou většinu obyvatel Židé (včetně statistické kategorie "ostatní", která zahrnuje nearabské obyvatele židovského původu ale bez formální příslušnosti k židovskému náboženství).
Jde o menší obec vesnického typu, které na rozdíl od mnoha jiných obcí v tomto regionu zaznamenávala populační růst. Důvodem bylo i to, že z hlediska statistických šetření bylo do populace v Jitav počítáno obyvatelstvo nedaleké malé osady Mevo'ot Jericho, které je nábožensky založené a rozrůstá se. K 31. prosinci 2014 zde žilo 249 lidí. Během roku 2014 registrovaná populace stoupla o 10,7 %.
| Rok            | 1983 | 1995 | 1996 | 1997 | 1998 | 1999 | 2000 |
| -------------- | ---- | ---- | ---- | ---- | ---- | ---- | ---- |
| Počet obyvatel | 37   | 77   | 78   | 84   | 97   | 107  | 114  |

| Rok            | 2001 | 2002 | 2003 | 2004 | 2005 | 2006 | 2007 | 2008 | 2009 | 2010 | 2011 | 2012 | 2013 | 2014 |
| -------------- | ---- | ---- | ---- | ---- | ---- | ---- | ---- | ---- | ---- | ---- | ---- | ---- | ---- | ---- |
| Počet obyvatel | 133  | 139  | 136  | 141  | 156  | 175  | 187  | 227  | 118  | 139  | 167  | 195  | 225  | 249  |